# Schleuse Alsleben
Die Schleuse Alsleben, lokal und umgangssprachlich manchmal auch Schleuse Mukrena genannt, ist eine Schleuse der Bundeswasserstraße Saale. Die Schleusenanlage Alsleben liegt im Land Sachsen-Anhalt im Salzlandkreis im Ortsteil Mukrena der Stadt Könnern, unmittelbar östlich des Stadtzentrums von Alsleben bei Saale-km 50,32. Ihre Verkehrsfreigabe erfolgte am 18. Dezember 1939. Zuständig für Betrieb und Unterhaltung ist das Wasserstraßen- und Schifffahrtsamt Elbe. Seit dem 1. Juli 2010 wird die Schleuse über die Revierzentrale Bernburg fernbedient und ist somit nicht mehr personell besetzt. Die Anmeldung zur Schleusung erfolgt per Telefon.

## Geschichte
Die Nutzung der Saale für Güter- oder Personentransporte ist seit 981 urkundlich belegt. In Chroniken der Saaleschifffahrt wird berichtet, dass bereits in der zweiten Hälfte des 14. Jahrhunderts das Wasser des Flusses Saale angestaut wurde. Die angestaute Wassermenge wurde zum Betrieb von Mühlen bzw. zum Flößen genutzt. Am 21. Oktober 1530 erteilte Kaiser Karl V. dem Erzstift Magdeburg das Privileg der freien Schifffahrt auf der Saale und die Erlaubnis, den Fluss auszubauen. Erste hölzerne Schleusen dienten den Schiffern zur Bewältigung des Frachtverkehrs. Fürst Wolfgang von Anhalt, Regent über Bernburg, schloss 1559 auf Drängen des Erzbischofs Sigismund einen Vertrag zum Ausbau und Sicherung der Saaleschifffahrt ab. Erst knapp 100 Jahre später, ab dem Jahre 1790 wurde die Saaleschifffahrt weiter ausgebaut. Der Kurfürst von Sachsen, Friedrich August III. ordnete an, die obere Saale und die Unstrut schiffbar zu machen. Im Rahmen des Wasserstraßenausbaues Elbe/Saale wurde die Gesamtlänge durch Begradigungen in den Jahren 1933 bis 1942 von 427 Kilometer auf rund 413 Kilometer verkürzt. Von km 124,16 bei Bad Dürrenberg bis km 0,00 Mündung in die Elbe (bei km 290,78) ist die Saale eine Bundeswasserstraße.

In Alsleben gab es schon früher Saaleschleusen. 

„In der Stadt, nahe am Mühlen Thore ist die zum Ritter Guthe oder Fürstl. Amte Alsleben gehörige Mühle mit 6 Mahl-Gängen, nebst einer Oel-Schneide- und Walckmühle, und an eben dem Damme, aber jenseits des Saalstrohms bis zum Amte Beesen gehörige Pregel-Mühle, woselbst die Schleuse ist, wodurch die Schiffe passiren, die vormals 1581 im September von Holz, und nachdem zu Ende des Seculi da die Schiffahrth auf der Saale wieder angelegt worden, von Quatersteinen neu erbauet ist.“

 Eine weitere Schleuse wird vor 1698 erwähnt. und war für die Passage von Schleppkähnen mit Saalemaß geeignet.

## Beschreibung
Bei der heutigen Schleuse Alsleben handelt sich um eine Schleppzugschleuse. Typisch für diese Schleusenbauart sind die seitlich versetzten Schleusentore. Die Einfahrtsbreite des Ober- und Unterhauptes, d. h. die Torweite, beträgt 12 Meter. Zur Mitte hin weiten sie sich auf und die nutzbare Breite beträgt dann 20 Meter. Dadurch können mehrere Schleppkähne eines Schleppzuges nebeneinander in der Schleuse liegen und gemeinsam geschleust werden. Die nutzbare Länge der Schleusenkammer beträgt etwa 100 Meter. Die Schleusenwände bestehen aus Beton und sind senkrecht. Die Schleusenhäupter sind ebenfalls als Schwergewichtsbetonwände ausgeführt. Beide Schleusentore wurden als Hubtore gebaut. Die Hubtore besitzen keine Öffnungen zum Befüllen der Schleuse. Das Leeren und Befüllen der Schleusenkammer erfolgt durch das Anheben der Tore. Bestandteil der Schleusenanlage ist eine Brücke nördlich über das Unterhaupt der Schleuse. Sie führt eine Gemeindestraße über den Schleusenkanal und ist die einzige Zuwegung zur Schleuseninsel.
- Siehe auch: Liste der Schleusen der Saale

## Karten
- W. Ciesla, H. Czesienski, W. Schlomm, K. Senzel, D. Weidner: Schiffahrtskarten der Binnenwasserstraßen der Deutschen Demokratischen Republik 1:10.000. Band I, Herausgeber: Wasserstraßenaufsichtsamt der DDR. Berlin 1988. OCLC 830889996